# James Wattbrug
James Wattbrug (brug 460) is een kunstwerk in Amsterdam-Oost. Alhoewel genummerd als brug, is het een viaduct of tunnel afhankelijk van het gezichtspunt. Het bouwwerk overspant de doorgang voor voetgangers en fietsers tussen de James Wattstraat en Bertrand Russellstraat en is gelegen in de Gooiseweg.
De wens voor een weg tussen Amsterdam en Het Gooi dateert al vanaf de jaren dertig van de 20e eeuw, een definitief besluit volgde 30 maart 1938. Door de Tweede Wereldoorlog werd alles op de lange baan geschoven. Pas in de jaren vijftig werd er vervolgactie ondernomen. Daartoe moest het originele ontwerp in verband met het toename van autogebruik geheel op de schop. In 1956/1957 werd een begin gemaakt met de aanleg van een dijklichaam, die deze (toekomstige) snelweg moest dragen. In april 1957 was er tot aan de Hugo de Vrieslaan al zoveel zand geplaatst dat het mogelijk was daar aan Hugo de Vriesbrug te kunnen beginnen. Echter het Rijk had een bestedingsstop afgekondigd, zodat nog wel zand kon worden bijgestort, maar van bouwwerkzaamheden kon geen sprake zijn. Voor brug 460 was 300.000 gulden nodig, maar de gemeente Amsterdam kreeg de financiering door die bestedingsstop niet rond. Een totaalpakket van circa 40 miljoen voor bouwwerken was te veel van het goede. In september 1958 vond de Dienst der Publieke Werken wel de mogelijkheid om voor een bedrag van 10 miljoen gulden aan een elftal bruggen te kunnen bouwen/herstellen waarvan vier in de Gooiseweg (Kamerlingh Onnesbrug, Hugo de Vriesbrug, brug 460 en Kruislaanbrug), maar ook het enorme viaduct (toen grootste brug van de stad) brug 705. De kosten waren inmiddels wel opgelopen tot 450.000 gulden voor deze creaties van Dirk Sterenberg van de Publieke Werken. Het brugdek kent twee rijstroken van ieder 10 meter breed met daartussen een middenberm en aan weerszijden stroken, zodat een totale breedte van 38 meter wordt gehaald. Langzaam verkeer daaronder kreeg 6,5 meter tot haar beschikking. Het viaduct heeft een balkonachtige balustrade, waarbij de wanden zijn opgevuld met grof basaltsteen. Deze vorm treft men ook aan bij de Kamerlingh Onnesbrug.
In december 1959 was het bouwwerk grotendeels voltooid zodat geschat werd dat in de zomer van 1960 het traject Gooiseweg geopend kon worden. Op 2 mei 1960 werd de noordelijk rijbaan van die weg opengesteld voor verkeer (zij diende een aantal maanden als tweerichtingenweg). Er lag een drie kilometer lange nieuwe weg tussen het Prins Bernhardplein (toen nog Mr. Treubplein) en de Harteveldsebrug. De opening werd verricht door wethouder Publieke Werken Goos van 't Tull. Het ontwerp zou zijn van de Amsterdamse Publieke Werken, de specifieke ontwerper is vooralsnog onbekend.
De weg maakte een onderdeel uit van een geplande doorgaande route (de Ringweg Amsterdam was er nog niet) tussen Het Gooi en Noord-Holland boven het IJ via de dan nog te bouwen IJtunnel. De opening van de gehele Gooiseweg leverde de jaren daarop direct verkeersproblemen op. Door werkzaamheden aan de Wibautstraat en Weesperstraat moest bijna alle verkeer naar en van de Gooiseweg over de Berlagebrug, die daarop niet berekend was.     
Het kunstwerk ging vanaf de opening naamloos door het leven. Op 8 december 2017 publiceerde de gemeente Amsterdam wel een lijst met vernoemingen van bouwwerken voor opname in de Basisregistraties Adressen en Gebouwen. Het ging toen om objecten in en over snelwegen in en om Amsterdam. Dit bouwwerk kreeg echter vooralsnog geen vernoeming (de andere drie in de Gooiseweg wel). In maart 2019 kreeg deze brug alsnog een vernoeming naar de James Wattstraat; op haar beurt vernoemd naar James Watt. 
<<< · 400 · 401 · 402 · 403 · 404 · 405 · 406 · 407 · 408 · 409 · 410 · 411 · 413 · 414 · 415 · 416 · 417 · 418 · 419 · 420 · 421 · 422 · 423 · 424 · 425 · 427 · 429 · 430 · 431 · 432 · 433 · 434 · 435 · 436 · 437 · 438 · 439 · 440 · 441 · 442 · 443 · 444 · 445 · 446 · 447 · 448 · 449 · 450 · 451 · 452 · 453 · 454 · 455 · 456 · 457 · 458 · 459 · 460 · 461 · 462 · 463 · 464 · 465 · 466 · 469 · 470 · 471 · 472 · 473 · 474 · 475 · 476 · 478 · 479 · 480 · 482 · 483 · 485 · 486 · 487 · 488 · 489 · 490 · 491 · 492 · 493 · 494 · 495 · 496 · 497 · 499 · >>>
Brugnummers 412, 426, 428, 467, 468, 477, 481, 484 en 498 zijn niet (meer) vergeven.